# Perilampus paraguayensis
Perilampus paraguayensis är en stekelart som beskrevs av Girault 1911. Perilampus paraguayensis ingår i släktet Perilampus och familjen gropglanssteklar. Inga underarter finns listade i Catalogue of Life.